# جزيرة براونسي
جزيرة براونسي (بالإنجليزية: Brownsea Island)‏ هي أكبر الجزر في ميناء بول في مقاطعة دورست، انكلترا. وتعود ملكية الجزيرة من قبل الصندوق الوطني. جزء كبير من الجزيرة مفتوحة للجمهور، وتشمل مجالات الغابات والصحة مع مجموعة واسعة من الحياة البرية، جنبا إلى جنب مع كبار وجهات النظر الهاوية عبر ميناء بول وجزيرة بوربيك.
تعتبر الجزيرة بداية المخيمات التجريبية في عام 1907 وتأسيس وتشكيل الحركة الكشفية في عام 1908.

## روابط خارجية
- Brownsea Island information at the National Trust
- H2G2: Brownsea Island
- "Brownsea and its significance – The world's first Scout Camp". مؤرشف من الأصل في 2012-10-17.
- Map of Brownsea Island
- Pictures of St Mary's Church